# Liste der Länder nach Armutsquote
Folgende Liste sortiert Länder nach dem Anteil der Bevölkerung, dessen Tageseinkommen bei unter 2,15 Internationale US-Dollar (in 2017 Kaufkraftparität) liegt. Ein Einkommen von unter 2,15 Dollar pro Tag gilt als absolute Armut. Zudem ist angegeben, welcher Anteil der Bevölkerung von unter 3,65 Dollar pro Tag sowie von unter 6,85 Dollar pro Tag leben muss. Nicht für alle Länder sind aktuelle Zahlen vorhanden, deshalb ist jeweils der letzte vorhandene Zeitpunkt angegeben. Alle Daten stammen von Our World in Data. Als Ergänzung sind die Länder mit der höchsten Anzahl an armen Personen aufgeführt. Drei weitere Tabellen geben Überblick über weltweite Einkommensverteilung nach Einkommensklasse und die Entwicklung der weltweiten Armut in den letzten drei Jahrzehnten.
Insgesamt lebten 2019 weltweit 648 Millionen Menschen von weniger als 2,15 Dollar pro Tag und damit in absoluter Armut, was 8,4 % der Weltbevölkerung waren. Von weniger als 3,65 Dollar lebten 1798 Millionen Menschen (1,8 Mrd. = 23,5 % der Weltbevölkerung) und 3588 Millionen (3,588 Mrd. = 46,7 % der Weltbevölkerung) Personen lebten von weniger als 6,85 Dollar pro Tag.

## Länder nach Armutsquote
Länder sind sortiert nach Anteil der Personen, die in absoluter Armut leben (unter 2,15 Dollar pro Tag in lokaler Kaufkraft) zum letzten ermittelbaren Zeitpunkt.
| Land                               | Bevölkerung unter 2,15 $ pro Tag | Bevölkerung unter 3,65 $ pro Tag | Bevölkerung unter 6,85 $ pro Tag | Jahr |
| ---------------------------------- | -------------------------------- | -------------------------------- | -------------------------------- | ---- |
| Madagaskar                         | 80,3 %                           | 92,4 %                           | 98,2 %                           | 2012 |
| Somalia                            | 70,7 %                           | 90,1 %                           | 98,6 %                           | 2017 |
| Malawi                             | 70,1 %                           | 89,1 %                           | 97,3 %                           | 2019 |
| Demokratische Republik Kongo       | 69,7 %                           | 87,7 %                           | 97,4 %                           | 2012 |
| Südsudan                           | 67,3 %                           | 86,5 %                           | 96,7 %                           | 2016 |
| Burundi                            | 65,1 %                           | 86,7 %                           | 96,5 %                           | 2013 |
| Mosambik                           | 64,6 %                           | 83,1 %                           | 93,6 %                           | 2014 |
| Zentralafrikanische Republik       | 61,9 %                           | 80,0 %                           | 93,8 %                           | 2008 |
| Sambia                             | 61,4 %                           | 77,6 %                           | 90,8 %                           | 2015 |
| Ruanda                             | 52,0 %                           | 78,0 %                           | 92,2 %                           | 2016 |
| Niger                              | 50,6 %                           | 81,1 %                           | 94,5 %                           | 2018 |
| Tansania                           | 45,0 %                           | 74,4 %                           | 92,3 %                           | 2018 |
| Uganda                             | 42,2 %                           | 71,9 %                           | 91,1 %                           | 2019 |
| Simbabwe                           | 39,8 %                           | 64,5 %                           | 85,0 %                           | 2019 |
| Papua-Neuguinea                    | 39,7 %                           | 67,8 %                           | 90,2 %                           | 2009 |
| Eswatini                           | 36,1 %                           | 58,1 %                           | 78,1 %                           | 2016 |
| Republik Kongo                     | 35,6 %                           | 59,1 %                           | 83,5 %                           | 2011 |
| Lesotho                            | 32,4 %                           | 54,7 %                           | 81,0 %                           | 2017 |
| Angola                             | 31,1 %                           | 52,9 %                           | 78,0 %                           | 2018 |
| Tschad                             | 30,9 %                           | 64,6 %                           | 89,4 %                           | 2018 |
| Nigeria                            | 30,9 %                           | 63,5 %                           | 90,9 %                           | 2018 |
| Burkina Faso                       | 30,5 %                           | 59,8 %                           | 81,1 %                           | 2018 |
| Kenia                              | 29,4 %                           | 59,6 %                           | 85,7 %                           | 2015 |
| Haiti                              | 29,2 %                           | 58,0 %                           | 85,8 %                           | 2012 |
| Togo                               | 28,1 %                           | 56,8 %                           | 84,0 %                           | 2018 |
| Liberia                            | 27,6 %                           | 60,6 %                           | 88,9 %                           | 2016 |
| Äthiopien                          | 27,0 %                           | 65,0 %                           | 90,9 %                           | 2015 |
| Salomonen                          | 26,6 %                           | 61,0 %                           | 88,5 %                           | 2012 |
| Sierra Leone                       | 26,1 %                           | 64,3 %                           | 89,9 %                           | 2018 |
| Kamerun                            | 25,7 %                           | 47,0 %                           | 74,8 %                           | 2014 |
| Ghana                              | 25,3 %                           | 48,9 %                           | 78,5 %                           | 2016 |
| Guinea-Bissau                      | 21,7 %                           | 56,8 %                           | 87,2 %                           | 2018 |
| Südafrika                          | 20,7 %                           | 40,0 %                           | 61,6 %                           | 2014 |
| Benin                              | 19,9 %                           | 53,2 %                           | 83,4 %                           | 2018 |
| Jemen                              | 19,8 %                           | 54,4 %                           | 85,4 %                           | 2014 |
| Dschibuti                          | 19,1 %                           | 43,8 %                           | 78,5 %                           | 2017 |
| Komoren                            | 18,6 %                           | 39,5 %                           | 68,6 %                           | 2014 |
| Föderierte Staaten von Mikronesien | 16,0 %                           | 40,7 %                           | 74,8 %                           | 2013 |
| Namibia                            | 15,6 %                           | 33,3 %                           | 57,3 %                           | 2015 |
| São Tomé und Príncipe              | 15,6 %                           | 44,8 %                           | 79,7 %                           | 2017 |
| Botswana                           | 15,4 %                           | 38,0 %                           | 63,5 %                           | 2015 |
| Sudan                              | 15,3 %                           | 49,7 %                           | 86,2 %                           | 2014 |
| Mali                               | 14,8 %                           | 47,5 %                           | 80,5 %                           | 2018 |
| Guinea                             | 13,8 %                           | 46,6 %                           | 86,8 %                           | 2018 |
| Bangladesch                        | 13,5 %                           | 51,6 %                           | 86,9 %                           | 2016 |
| Gambia                             | 13,4 %                           | 44,7 %                           | 81,2 %                           | 2015 |
| Honduras                           | 12,7 %                           | 26,4 %                           | 49,5 %                           | 2017 |
| Elfenbeinküste                     | 11,5 %                           | 39,7 %                           | 75,4 %                           | 2018 |
| Indien                             | 10,0 %                           | 44,8 %                           | 83,8 %                           | 2019 |
| Vanuatu                            | 10,0 %                           | 35,0 %                           | 76,2 %                           | 2019 |
| Guatemala                          | 9,5 %                            | 25,8 %                           | 55,4 %                           | 2014 |
| Senegal                            | 9,3 %                            | 37,4 %                           | 74,4 %                           | 2018 |
| Nepal                              | 8,4 %                            | 40,0 %                           | 80,4 %                           | 2010 |
| Osttimor                           | 8,0 %                            | 43,3 %                           | 86,4 %                           | 2014 |
| Laos                               | 7,1 %                            | 32,5 %                           | 70,5 %                           | 2018 |
| Venezuela                          | 7,1 %                            | 15,5 %                           | 38,8 %                           | 2006 |
| Ecuador                            | 6,5 %                            | 14,4 %                           | 34,6 %                           | 2020 |
| Mauretanien                        | 6,5 %                            | 26,2 %                           | 66,8 %                           | 2014 |
| Tadschikistan                      | 6,1 %                            | 25,7 %                           | 66,4 %                           | 2015 |
| Peru                               | 5,8 %                            | 17,4 %                           | 42,7 %                           | 2020 |
| Georgien                           | 5,8 %                            | 21,4 %                           | 58,3 %                           | 2020 |
| Brasilien                          | 5,4 %                            | 10,8 %                           | 26,2 %                           | 2019 |
| Kolumbien                          | 5,3 %                            | 13,7 %                           | 34,8 %                           | 2019 |
| St. Lucia                          | 5,1 %                            | 11,7 %                           | 25,3 %                           | 2016 |
| Philippinen                        | 5,0 %                            | 27,0 %                           | 65,3 %                           | 2018 |
| Pakistan                           | 5,0 %                            | 39,8 %                           | 84,5 %                           | 2018 |
| Kap Verde                          | 4,6 %                            | 19,3 %                           | 51,0 %                           | 2015 |
| Nicaragua                          | 3,9 %                            | 14,4 %                           | 42,1 %                           | 2014 |
| Indonesien                         | 3,6 %                            | 22,4 %                           | 60,6 %                           | 2021 |
| Nordmazedonien                     | 3,4 %                            | 7,1 %                            | 20,8 %                           | 2018 |
| Bolivien                           | 3,1 %                            | 6,2 %                            | 17,0 %                           | 2020 |
| Mexiko                             | 3,1 %                            | 9,9 %                            | 32,6 %                           | 2020 |
| Montenegro                         | 2,8 %                            | 6,3 %                            | 18,5 %                           | 2018 |
| Ägypten                            | 2,5 %                            | 22,0 %                           | 72,6 %                           | 2017 |
| Gabun                              | 2,5 %                            | 8,1 %                            | 31,2 %                           | 2017 |
| Costa Rica                         | 2,2 %                            | 6,0 %                            | 19,8 %                           | 2020 |
| Rumänien                           | 2,2 %                            | 4,7 %                            | 10,9 %                           | 2019 |
| Myanmar                            | 2,0 %                            | 19,7 %                           | 68,2 %                           | 2017 |
| Irak                               | 1,7 %                            | 8,8 %                            | 24,7 %                           | 2012 |
| Argentinien                        | 1,5 %                            | 4,9 %                            | 14,4 %                           | 2019 |
| Italien                            | 1,5 %                            | 2,1 %                            | 3,2 %                            | 2018 |
| Marokko                            | 1,4 %                            | 9,8 %                            | 42,1 %                           | 2013 |
| El Salvador                        | 1,4 %                            | 6,6 %                            | 28,7 %                           | 2019 |
| Nauru                              | 1,4 %                            | 14,1 %                           | 51,5 %                           | 2012 |
| Kirgisistan                        | 1,3 %                            | 18,7 %                           | 67,6 %                           | 2020 |
| Fidschi                            | 1,3 %                            | 12,4 %                           | 52,6 %                           | 2019 |
| Sri Lanka                          | 1,3 %                            | 13,9 %                           | 52,8 %                           | 2016 |
| Vietnam                            | 1,2 %                            | 5,3 %                            | 22,2 %                           | 2018 |
| Jamaika                            | 1,2 %                            | 7,2 %                            | 29,1 %                           | 2004 |
| Samoa                              | 1,2 %                            | 10,5 %                           | 43,3 %                           | 2013 |
| Tonga                              | 1,1 %                            | 8,8 %                            | 35,4 %                           | 2015 |
| Dominikanische Republik            | 1,1 %                            | 5,3 %                            | 23,8 %                           | 2020 |
| Iran                               | 1,1 %                            | 6,2 %                            | 27,6 %                           | 2019 |
| Panama                             | 1,0 %                            | 3,7 %                            | 12,1 %                           | 2019 |
| Vereinigte Staaten                 | 1,0 %                            | 1,3 %                            | 1,8 %                            | 2019 |
| Bhutan                             | 1,0 %                            | 9,4 %                            | 39,5 %                           | 2017 |
| Bulgarien                          | 0,9 %                            | 2,8 %                            | 7,2 %                            | 2018 |
| Marshallinseln                     | 0,9 %                            | 6,1 %                            | 31,4 %                           | 2019 |
| Paraguay                           | 0,8 %                            | 5,2 %                            | 22,4 %                           | 2020 |
| Spanien                            | 0,8 %                            | 1,2 %                            | 2,8 %                            | 2019 |
| Chile                              | 0,8 %                            | 1,7 %                            | 8,0 %                            | 2020 |
| Japan                              | 0,7 %                            | 0,9 %                            | 1,5 %                            | 2013 |
| Mongolei                           | 0,7 %                            | 6,9 %                            | 38,4 %                           | 2018 |
| Griechenland                       | 0,7 %                            | 1,3 %                            | 3,9 %                            | 2019 |
| Österreich                         | 0,6 %                            | 0,7 %                            | 0,9 %                            | 2019 |
| Estland                            | 0,6 %                            | 0,9 %                            | 1,4 %                            | 2019 |
| Litauen                            | 0,6 %                            | 0,7 %                            | 1,6 %                            | 2019 |
| Seychellen                         | 0,5 %                            | 1,2 %                            | 6,7 %                            | 2018 |
| Palästina                          | 0,5 %                            | 3,1 %                            | 20,5 %                           | 2016 |
| Australien                         | 0,5 %                            | 0,7 %                            | 1,0 %                            | 2018 |
| Israel                             | 0,5 %                            | 1,0 %                            | 3,2 %                            | 2018 |
| Algerien                           | 0,5 %                            | 4,0 %                            | 36,6 %                           | 2011 |
| Kosovo                             | 0,4 %                            | 4,2 %                            | 34,2 %                           | 2017 |
| Armenien                           | 0,4 %                            | 6,9 %                            | 53,5 %                           | 2020 |
| Türkei                             | 0,4 %                            | 2,2 %                            | 12,6 %                           | 2019 |
| Schweden                           | 0,3 %                            | 0,4 %                            | 0,9 %                            | 2019 |
| Vereinigtes Königreich             | 0,3 %                            | 0,5 %                            | 1,0 %                            | 2017 |
| Malta                              | 0,3 %                            | 0,4 %                            | 0,7 %                            | 2019 |
| Ungarn                             | 0,3 %                            | 0,9 %                            | 2,5 %                            | 2019 |
| Kroatien                           | 0,3 %                            | 0,6 %                            | 2,4 %                            | 2019 |
| Dänemark                           | 0,3 %                            | 0,3 %                            | 0,4 %                            | 2019 |
| Kanada                             | 0,3 %                            | 0,5 %                            | 0,7 %                            | 2017 |
| Lettland                           | 0,2 %                            | 0,8 %                            | 2,6 %                            | 2019 |
| Südkorea                           | 0,2 %                            | 0,5 %                            | 1,2 %                            | 2016 |
| Uruguay                            | 0,2 %                            | 0,9 %                            | 7,2 %                            | 2020 |
| Norwegen                           | 0,2 %                            | 0,3 %                            | 0,5 %                            | 2019 |
| Zypern                             | 0,2 %                            | 0,2 %                            | 0,3 %                            | 2014 |
| Portugal                           | 0,2 %                            | 0,3 %                            | 1,5 %                            | 2019 |
| Volksrepublik China                | 0,1 %                            | 3,0 %                            | 24,7 %                           | 2019 |
| Tunesien                           | 0,1 %                            | 2,2 %                            | 18,0 %                           | 2015 |
| Mauritius                          | 0,1 %                            | 1,8 %                            | 13,5 %                           | 2017 |
| Slowakei                           | 0,1 %                            | 0,5 %                            | 2,0 %                            | 2019 |
| Niederlande                        | 0,1 %                            | 0,1 %                            | 0,4 %                            | 2018 |
| Luxemburg                          | 0,1 %                            | 0,1 %                            | 0,3 %                            | 2019 |
| Belgien                            | 0,1 %                            | 0,1 %                            | 0,2 %                            | 2019 |
| Bosnien und Herzegowina            | 0,1 %                            | 0,9 %                            | 5,9 %                            | 2011 |
| Thailand                           | 0,1 %                            | 0,7 %                            | 13,2 %                           | 2019 |
| Serbien                            | 0,1 %                            | 1,2 %                            | 10,6 %                           | 2013 |
| Albanien                           | 0 %                              | 0,8 %                            | 10,9 %                           | 2019 |
| Kasachstan                         | 0 %                              | 0,5 %                            | 14,3 %                           | 2018 |
| Moldau                             | 0 %                              | 0,4 %                            | 14,7 %                           | 2019 |
| Jordanien                          | 0 %                              | 0,4 %                            | 8,2 %                            | 2010 |
| Malaysia                           | 0 %                              | 0,4 %                            | 4,8 %                            | 2015 |
| Aserbaidschan                      | 0 %                              | 0,3 %                            | 31,4 %                           | 2005 |
| Russland                           | 0 %                              | 0,3 %                            | 4,1 %                            | 2020 |
| Deutschland                        | 0 %                              | 0,3 %                            | 0,3 %                            | 2018 |
| Taiwan                             | 0 %                              | 0,3 %                            | 0,3 %                            | 2016 |
| Ukraine                            | 0 %                              | 0,2 %                            | 7,1 %                            | 2020 |
| Polen                              | 0 %                              | 0,1 %                            | 2,6 %                            | 2019 |
| Libanon                            | 0 %                              | 0,1 %                            | 1,7 %                            | 2011 |
| Belarus                            | 0 %                              | 0,1 %                            | 1,3 %                            | 2020 |
| Finnland                           | 0 %                              | 0,1 %                            | 0,2 %                            | 2019 |
| Frankreich                         | 0 %                              | 0,1 %                            | 0,1 %                            | 2018 |
| Irland                             | 0 %                              | 0,1 %                            | 0,1 %                            | 2019 |
| Tschechien                         | 0 %                              | 0 %                              | 0,3 %                            | 2019 |
| Schweiz                            | 0 %                              | 0 %                              | 0,2 %                            | 2018 |
| Slowenien                          | 0 %                              | 0 %                              | 0,1 %                            | 2018 |
| Vereinigte Arabische Emirate       | 0 %                              | 0 %                              | 0 %                              | 2013 |
| Island                             | 0 %                              | 0 %                              | 0 %                              | 2017 |
| Welt                               | 8,4 %                            | 23,5 %                           | 46,7 %                           | 2019 |

- Fehlende Länder wie Kuba, Nordkorea, Andorra, Monaco, Syrien, Kuwait, Katar, Saudi-Arabien, Neuseeland, Afghanistan, Libyen, Bahrain, Oman, Kambodscha, Singapur und der Vatikan sind in den Quellen nicht angeführt, da keine vergleichbaren Zahlen vorliegen.

## Länder nach Personen in extremer Armut
Folgende Liste sortiert ausgewählte Länder nach der gesamten Anzahl an Personen in absoluter Armut (unter 2,15 Dollar Einkommen pro Tag in lokaler Kaufkraft).
| Land                         | Einwohner in extremer Armut | Jahr |
| ---------------------------- | --------------------------- | ---- |
| Nigeria                      | 71.280.900                  | 2023 |
| Demokratische Republik Kongo | 67.887.100                  | 2023 |
| Indien                       | 44.213.800                  | 2023 |
| Tansania                     | 25.870.000                  | 2023 |
| Mosambik                     | 20.893.400                  | 2023 |
| Südafrika                    | 18.190.220                  | 2023 |
| Madagaskar                   | 17.057.500                  | 2023 |
| Uganda                       | 16.361.900                  | 2023 |
| Angola                       | 15.513.000                  | 2023 |
| Südsudan                     | 12.599.770                  | 2023 |
| Venezuela                    | 12.099.600                  | 2023 |
| Philippinen                  | 11.876.000                  | 2023 |
| Pakistan                     | 11.763.300                  | 2023 |
| Brasilien                    | 11.063.700                  | 2023 |
| Malawi                       | 10.942.500                  | 2023 |
| Niger                        | 10.147.500                  | 2023 |
| Sambia                       | 10.033.600                  | 2023 |
| Burundi                      | 9.737.600                   | 2023 |
| Indonesien                   | 9.692.300                   | 2023 |
| Jemen                        | 9.629.800                   | 2023 |
| Kenia                        | 9.028.000                   | 2023 |
| Äthiopien                    | 8.796.400                   | 2023 |
| Simbabwe                     | 7.843.700                   | 2023 |
| Afghanistan                  | 7.618.000                   | 2023 |
| Burkina Faso                 | 7.614.400                   | 2023 |
| Sudan                        | 7.125.250                   | 2023 |
| Somalia                      | 7.094.600                   | 2023 |
| Tschad                       | 7.028.740                   | 2023 |
| Bangladesch                  | 6.665.000                   | 2023 |
| Mali                         | 6.382.900                   | 2023 |
| Kamerun                      | 5.798.000                   | 2023 |
| Ruanda                       | 5.478.900                   | 2023 |
| Ägypten                      | 5.227.900                   | 2023 |
| Elfenbeinküste               | 5.059.500                   | 2023 |
| Guinea                       | 4.855.800                   | 2023 |
| Senegal                      | 4.822.300                   | 2023 |
| Mexiko                       | 4.315.200                   | 2023 |
| Togo                         | 3.852.500                   | 2023 |
| Zentralafrikanische Republik | 3.650.000                   | 2023 |
| Vereinigte Staaten           | 3.400.000                   | 2019 |
| Sierra Leone                 | 3.091.900                   | 2023 |

## Weltbevölkerung nach Einkommensverteilung
Folgende Tabelle zeigt die Weltbevölkerung nach Einkommensklasse. Kriterium ist das Einkommen pro Tag in internationalen Dollar nach Kaufkraftparität im Jahre 2019.
| Einkommen pro Tag | Anzahl Personen (in Millionen) | in Prozent |
| ----------------- | ------------------------------ | ---------- |
| über 40 $         | 903                            | 11,8 %     |
| 30 bis 40 $       | 331                            | 4,3 %      |
| 20 bis 30 $       | 552                            | 7,2 %      |
| 10 bis 20 $       | 1.380                          | 18,0 %     |
| 6,85 bis 10 $     | 927                            | 12,1 %     |
| 3,65 bis 6,85 $   | 1.790                          | 23,3 %     |
| 2,15 bis 3,65 $   | 1.150                          | 15,0 %     |
| 1 bis 2,15 $      | 533                            | 6,9 %      |
| unter 1 $         | 115                            | 1,5 %      |
| Gesamt            | 7.680                          | 100 %      |

## Entwicklung der weltweiten Armut 1981–2017
Folgende Tabelle zeigt den prozentualen Anteil der Personen in extremer Armut (Personen, die ein Einkommen von weniger als 1,90 $ pro Tag in Kaufkraftparität haben) seit dem Jahr 1981. Ist eine Tabelle leer, waren zum fraglichen Zeitpunkt keine ausreichenden Daten vorhanden. Insgesamt ging der Anteil extrem armer Personen von 42,2 % im Jahr 1981 auf 9,3 % im Jahr 2017 zurück. Die Region mit den stärksten Fortschritten war dabei Ostasien und Pazifik, vor allem dank des wirtschaftlichen Fortschritts in China und Südostasien.
| Region                         | 1981   | 1984   | 1987   | 1990   | 1993   | 1996   | 1999   | 2002   | 2005   | 2008   | 2011   | 2013   | 2015   | 2017   |
| ------------------------------ | ------ | ------ | ------ | ------ | ------ | ------ | ------ | ------ | ------ | ------ | ------ | ------ | ------ | ------ |
| Ostasien und Pazifik           | 80,7 % | 70,4 % | 59,3 % | 61,4 % | 53,7 % | 40,9 % | 38,5 % | 30,0 % | 19,2 % | 15,2 % | 8,6 %  | 3,3 %  | 2,1 %  | 1,4 %  |
| Osteuropa und Zentralasien     | …      | …      | 1,3 %  | 1,7 %  | 5,6 %  | 7,4 %  | 8,0 %  | 6,2 %  | 4,9 %  | 3,1 %  | 1,9 %  | 1,6 %  | 1,3 %  | 1,3 %  |
| Lateinamerika und Karibik      | 16,3 % | 19,1 % | 14,9 % | 16,0 % | 14,5 % | 14,4 % | 14,0 % | 13,1 % | 10,8 % | 7,1 %  | 5,9 %  | 4,6 %  | 4,3 %  | 3,8 %  |
| Mittlerer Osten und Nordafrika | …      | 9,2 %  | 9,1 %  | 6,2 %  | 6,7 %  | 5,8 %  | 3,8 %  | 3,2 %  | 3,0 %  | 2,7 %  | 2,7 %  | 2,6 %  | 5,0 %  | 6,3 %  |
| Industrieländer                | …      | …      | …      | …      | …      | …      | …      | 0,5 %  | 0,6 %  | 0,5 %  | 0,6 %  | 0,6 %  | 0,7 %  | 0,7 %  |
| Südasien                       | 54,8 % | 52,3 % | 48,1 % | 44,6 % | 44,8 % | 40,0 % | 39,3 % | 38,7 % | 33,6 % | 29,3 % | 19,6 % | 16,2 % | 12,4 % | ...    |
| Subsahara-Afrika               | …      | …      | …      | 54,4 % | 59,1 % | 58,1 % | 57,6 % | 56,1 % | 50,3 % | 46,9 % | 45,5 % | 43,5 % | 42,0 % | 41,1 % |
| Welt                           | 42,2 % | 39,3 % | 35,2 % | 35,3 % | 34,0 % | 29,3 % | 28,6 % | 25,8 % | 20,8 % | 18,0 % | 13,9 % | 11,4 % | 10,1 % | 9,3 %  |

## Entwicklung der Anzahl an Personen in Armut weltweit 1981–2017
Folgende Tabelle zeigt die Anzahl der Personen in extremer Armut (Personen, die ein Einkommen von weniger als 1,90 $ pro Tag in Kaufkraftparität haben) in Millionen seit dem Jahr 1981. Ist eine Tabelle leer, waren zum fraglichen Zeitpunkt keine ausreichenden Daten vorhanden. Insgesamt ging die Anzahl extrem armer Personen von 1.901 Millionen im Jahr 1981 auf 695 Millionen im Jahr 2017 zurück.
| Region                         | 1981  | 1984  | 1987  | 1990  | 1993  | 1996  | 1999  | 2002  | 2005  | 2008  | 2011 | 2013 | 2015 | 2017 |
| ------------------------------ | ----- | ----- | ----- | ----- | ----- | ----- | ----- | ----- | ----- | ----- | ---- | ---- | ---- | ---- |
| Ostasien und Pazifik           | 1.110 | 1.020 | 904   | 984   | 897   | 709   | 692   | 554   | 363   | 293   | 170  | 74   | 42   | 30   |
| Osteuropa und Zentralasien     | …     | …     | 6     | 8     | 26    | 35    | 38    | 29    | 23    | 15    | 13   | 8    | 7    | 6    |
| Lateinamerika und Karibik      | 60    | 75    | 62    | 70    | 68    | 70    | 72    | 70    | 60    | 41    | 35   | 28   | 23   | 24   |
| Mittlerer Osten und Nordafrika | …     | 18    | 19    | 14    | 16    | 15    | 11    | 9     | 9     | 9     | 9    | 10   | 16   | 24   |
| Industrieländer                | …     | …     | …     | …     | …     | …     | …     | 6     | 5     | 5     | 6    | 7    | 8    | 7    |
| Südasien                       | 504   | 518   | 510   | 506   | 542   | 514   | 537   | 556   | 509   | 465   | 294  | 275  | 216  | ...  |
| Subsahara-Afrika               | …     | …     | …     | 279   | 328   | 350   | 376   | 396   | 390   | 401   | 398  | 405  | 418  | 433  |
| Welt                           | 1.901 | 1.867 | 1.756 | 1.865 | 1.882 | 1.698 | 1.728 | 1.620 | 1.355 | 1.219 | 960  | 804  | 743  | 695  |